# سام ليتل
سام ليتل (بالإنجليزية: Sam Little)‏ هو فلاح وسياسي أمريكي، ولد في 2 يناير 1950 في باستروب في الولايات المتحدة. حزبياً، نشط في الحزب الجمهوري. وقد انتخب عضو مجلس نواب لويزيانا.